# 方紫
方紫（1944年—），又名方婷，臺灣女演員，1957年在台北与游淑娟、江繡雲一同被正在招考演員的長河影業公司錄取，合演台語片《紅塵三女郎》。曾演出數十部廈語片。1964年，加盟香港電懋拍攝國語片。

## 電影作品
- 紅塵三女郎（1957）
- 男性的純情（1958）
- 太太我錯了（1958）[4]
- 阿蘭（1958）
- 愛的勝利（1959）
- 第一特獎（1959）
- 啞吧與小姨（1959）
- 純情淚（1959）
- 最長的一夜（1965）
- 空谷蘭（1966） 演出角色：阿香
- 七重天（1966）

## 資料來源
1. ↑  .   [2018-02-04]. （原始内容存档于2018-02-05）.
2. ↑  方紫談做人哲學，工商晚報，1965-09-14
3. ↑  方紫投下電懋旗下拍片，
工商晚報，1964-02-23
4. ↑  . 2013: 108  [2018-02-05]. ISBN 9789570528039. （原始内容存档于2018-02-06）.

- hkmdb香港影庫 （页面存档备份，存于）